# 褐岩鹨
褐岩鹨（学名：Prunella fulvescens）为岩鹨科岩鹨属的鸟类。该物种的模式产地在中亚Turkestan。

## 亚种
- 褐岩鹨东北亚种（学名：Prunella fulvescens dahurica）。分布于西伯利亚、蒙古以及中国东北、甘肃等地。该物种的模式产地在东北额尔古纳河。[2]
- 褐岩鹨南疆亚种（学名：Prunella fulvescens dresseri）。在中国，分布于新疆、西藏等地。该物种的模式产地在新疆。[3]
- 褐岩鹨指名亚种（学名：Prunella fulvescens fulvescens）。分布于中亚、阿富汗、巴基斯坦以及中国的新疆等地。该物种的模式产地在中亚Turkestan。[4]
- 褐岩鹨青藏亚种（学名：Prunella fulvescens nanshanica）。在中国，分布于青海、甘肃、宁夏、四川、西藏等地。该物种的模式产地在青海贵德。[5]